# Онищук Олег Петрович
Олег Петрович Онищук (нар. 12 серпня 1961, Путринці, Ізяславський район, Хмельницька область, Українська РСР — пом. 31 жовтня 1987, Дурі, Забуль, Демократична Республіка Афганістан) — радянський командир, старший лейтенант, кандидат в члени КПРС. Герой Радянського Союзу.

## Біографія
Народився 12 серпня 1961 року в робітничій сім'ї у селі Путринці Ізяславського району, Хмельницької області, Українська РСР.
1978 року закінчив середню школу № 5 в місті Ізяслав.
Того ж року призваний на строкову службу до Радянської Армії.
1982 року закінчив факультет розвідки Київського вищого загальновійськового командного училища імені М. В. Фрунзе.
З 1982 року командир розвідувальної групи 24-ї окремої бригади спеціального призначення Головного розвідувального управління Генерального штабу Збройних Сил СРСР Забайкальського військового округу, на посаді командира взводу.
Згодом переведений до Туркестанського військового округу.
У квітні 1987 року приступив до виконання обов'язків заступника командира 2-ї розвідувальної роти 186-го окремого загону спеціального призначення (умовно «7-й окремий мотострілецький батальйон») 22-ої окремої бригади спеціального призначення 40-ї загальновійськової армії в складі радянських окупаційних військ на території Афганістану.
Загинув від отриманих поранень 31 жовтня 1987 року як командир 4-ї групи (умовна назва «Каспій-724») 2-ї розвідувальної роти 186-го окремого загону спеціального призначення під час операції з перехоплення транспорту постачання афганських моджахедів.
Похований у місті Ізяславі Хмельницької області.

## Вшанування пам'яті
- Указом Президії Верховної Ради СРСР від 5 травня 1988 року старшому лейтенанту посмертно присвоєно звання Героя Радянського Союзу. Нагороджений орденом Леніна, орденом Червоного Прапора, медаллю «За бойові заслуги».
- У місті Ізяславі по вулиці Незалежності встановлено пам'ятник Онищуку Олегу Петровичу.
- Ім'ям Онищука Олега Петровича названо вулиці в селі Путринці і в місті Ізяславі[2]
- Матеріали про старшого лейтенанта О. П. Онищука і його речі зберігаються в реліквійній експозиції «Трагедія і доблесть Афгану» Меморіального комплексу «Національний музей історії України у Другій світовій війні»[джерело?]
- З 1998 року у місті Києві проводяться щорічні змагання зі спортивного орієнтування, присвячені пам'яті Героя Радянського Союзу Олега Онищука.[3]
- Ім'я Олега Петровича Онищука присвоєно Ізяславському ліцею №5.
- У листопаді 2015 року на фасаді Ізяславського ліцею №5 імені О. П. Онищука Ізяславської міської ради встановлено меморіальну таблицю Олегу Петровичу Онищуку[4]
- Загибелі групи Онищука у версії радянської пропаганди присвячено значну частину експозиції музею в Ізяславському ліцеї №5 імені О. П. Онищука.